# Fond Gens Libre
Fond Gens Libre es una localidad de Santa Lucía que forma parte del distrito de Soufrière.